# مولانجه
مولانجه (به لاتین: Mulanje) یک شهر در مالاوی است که در منطقه جنوبی مالاوی واقع شده‌است.

## خصوصیات
مولانجه ۲۰٬۸۷۰ نفر جمعیت دارد.